# The Perplexed Bridegroom
The Perplexed Bridegroom è un cortometraggio muto del 1914 diretto da Maurice Costello che ne è anche l'interprete principale insieme a Clara Kimball Young.

## Produzione
Il film fu prodotto dalla Vitagraph Company of America.

## Distribuzione
Distribuito dalla General Film Company, il film - un cortometraggio di 200 metri - uscì nelle sale cinematografiche statunitensi il 23 gennaio 1914. Nelle proiezioni, veniva programmato con il sistema dello split reel, accorpato in un'unica bobina con un altro cortometraggio, il documentario Decoration Day at Old Soldiers' Home.